# Anthracothorax aurulentus
Anthracothorax aurulentus (колібрі-манго пуерто-риканський) — вид серпокрильцеподібних птахів родини колібрієвих (Trochilidae). Мешкає на Пуерто-Рико і на Віргінських островах. Раніше вважався конспецифічним з антильським колібрі-манго, однак були визнані окремим видом.

## Опис

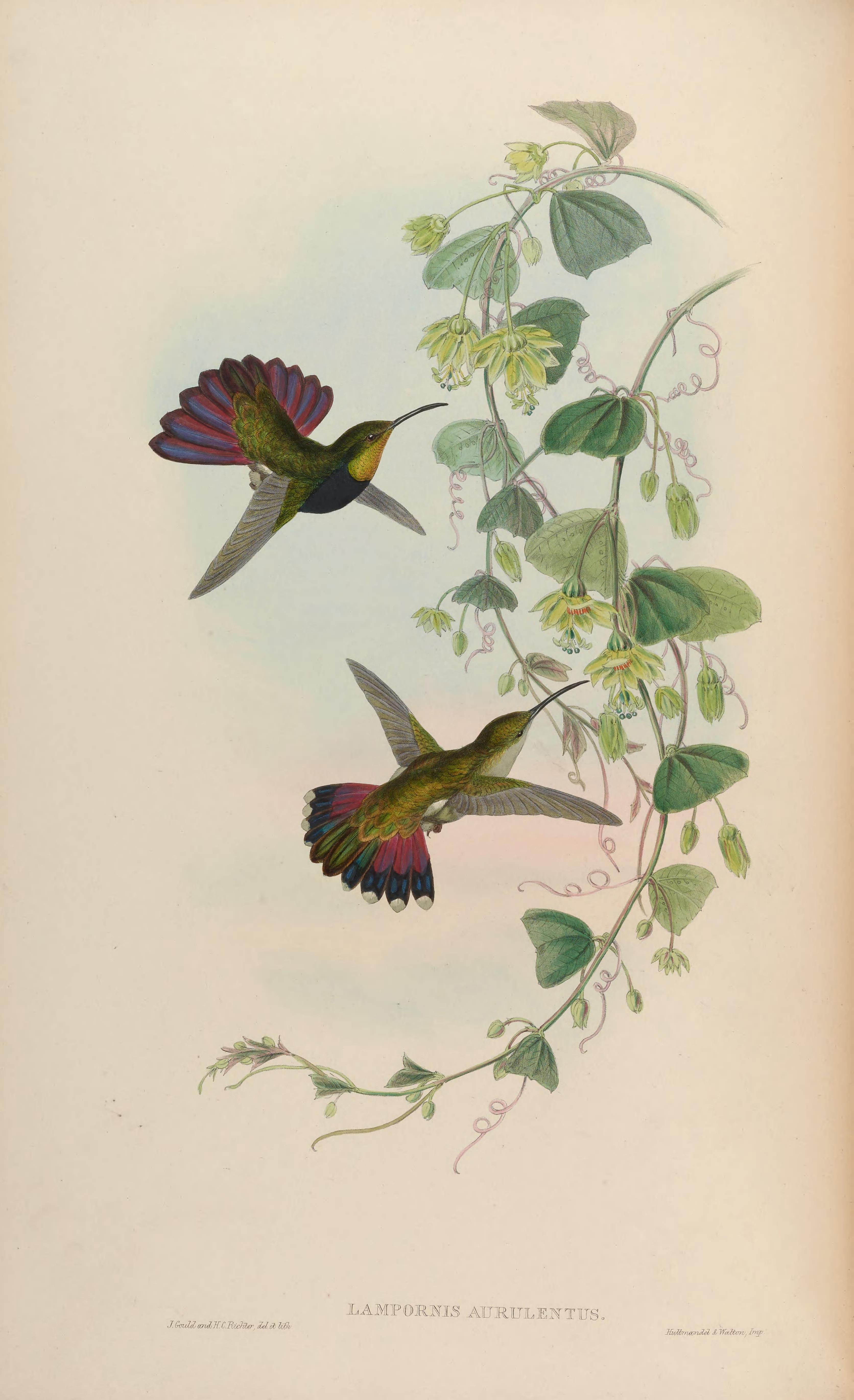
Пуерто-риканські колібрі-манго

Довжина птаха становить 11-12 см, самці важать 4,8-7,2 г, самиці 4-6,4 г. У самців верхня частина тіла бронзово-зелена, бличкуча, бози зелені, живіт темно-коричнювато-сірий, хвіст бронзово-зелений. Дзьоб дещо вигнутий, чорний. У самиць верхня частина тіла така ж, як у самців, нижня частина тіла світло-сіра або білувата. Хвіст коричнювато-сірий х широкими чорними плямами на кінці, крайні стернові пера мають білі кінчики.

## Поширення і екологія
Пуерто-риканські колібрі-манго мешкають на Пуерто-Рико, на сусідніх островах Кулебра і В'єкес та на Британських і Американських Віргінських островах. Вони живуть на узліссях тропічних лісів і в садах, переважно на висоті до 250 м над рівнем моря. Живляться нектаром різноманітних квітучих рослин, а також комахами та іншими безхребетними. Самці захищають кормові території. Гніздування відбувається протягом всього року. Гніздо чашоподібне, робиться з рослинних волокон і павутиння, зовні покривається лишайниками і корою, розміщується на дереві або в чагарниках. В кладці 2 яйця. Інкубаційний період триває 15 днів, пташенята покидають гніздо через 20-25 днів після вилуплення. За сезон може вилупитися два виводки.